# Тимодепрессин
Тимодепрессин — медицинский препарат, иммуносупрессор. Применяется для коррекции аутоиммунных заболеваний, таких как псориаз, ревматоидный артрит, атопический дерматит, миастения, системная склеродермия и т. п.

## Фармакокинетика
Тимодепрессин является синтетическим пептидом со структурой γ-D-Glu-D-Trp. Обладает иммунодепрессивным действием, ингибитор реакции гуморального и клеточного иммунитета.

## Внешние ссылки
- Инструкция по применению препарата Тимодепрессин